# Il padrino (serie di film)

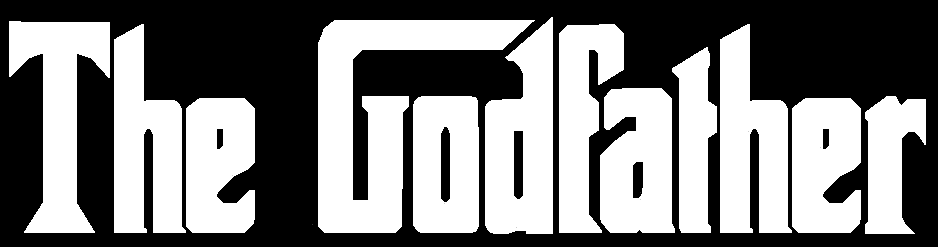
Il logo originale del padrino nel primo film

Il padrino è una trilogia cinematografica diretta da Francis Ford Coppola e tratta dall'omonimo romanzo di Mario Puzo, incentrata sulla storia di una potente famiglia mafiosa di New York: i Corleone. I personaggi vennero interpretati da famosi attori come Marlon Brando, Al Pacino, Robert De Niro, James Caan, Robert Duvall e Andy García. I film della serie si sviluppano in un arco di tempo di 96 anni, dal 1901 al 1997.

## Sviluppo

### Il padrino

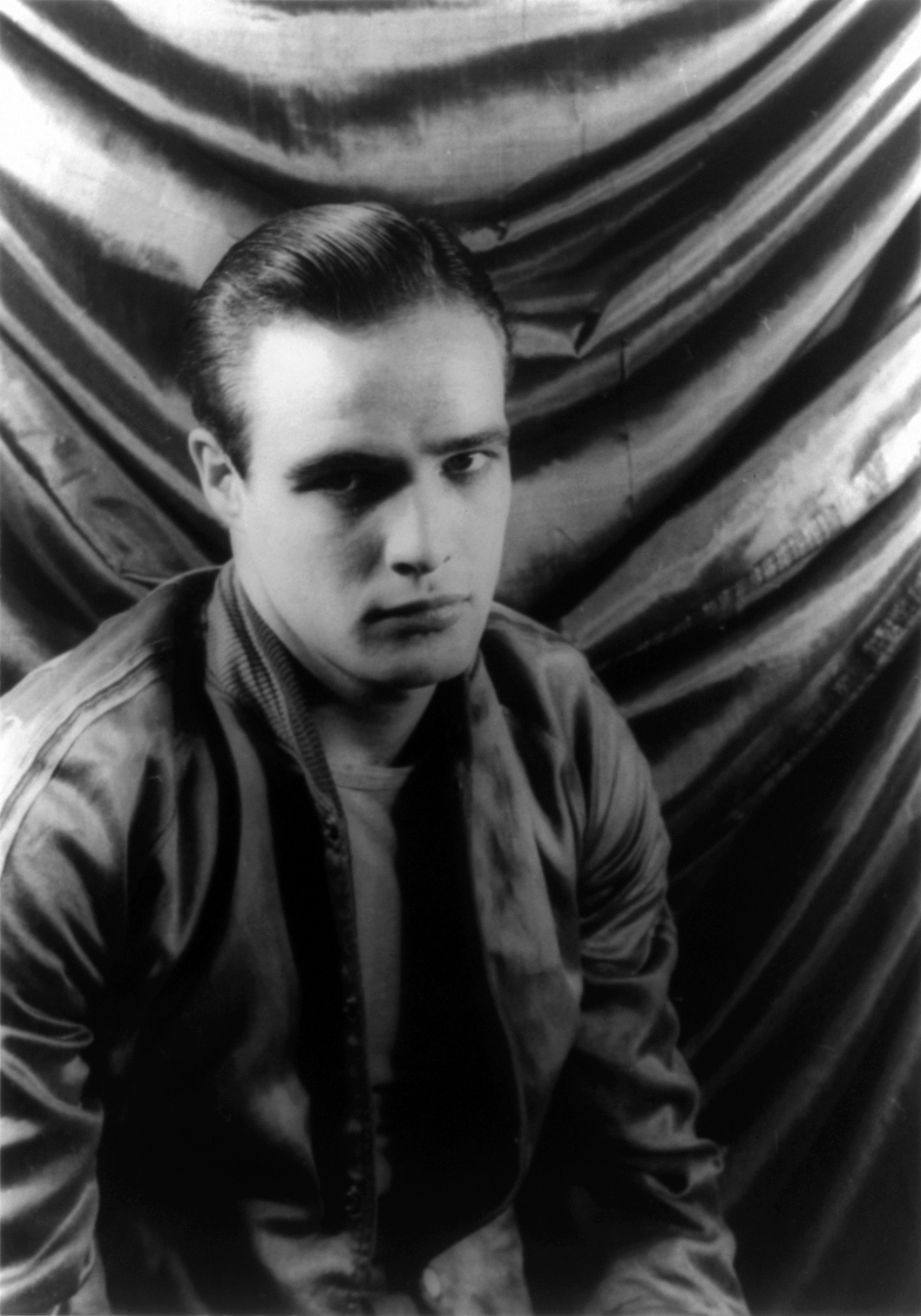
Marlon Brando nel 1948

Nel 1969 venne pubblicato il primo romanzo, Il padrino. Nel 1971 la Paramount Pictures ne acquistò i diritti per fare un film; per dirigere il film fu scelto Sam Peckinpah, ma venne licenziato dopo poco per divergenze con la produzione, così fu contattato il giovane Francis Ford Coppola il quale aveva bisogno di denaro per finanziare un film a cui stava lavorando da tempo. Albert S. Ruddy fu scelto per produrre la pellicola. Marlon Brando venne ingaggiato per la parte del protagonista Vito Corleone, nonostante avesse dovuto accettare un cachet molto basso per ragioni finanziarie. Successivamente la produzione prese anche James Caan e Robert Duvall per interpretare rispettivamente uno dei figli del protagonista Sonny e l’avvocato/consigliere della famiglia Tom, mentre Coppola puntò sullo sconosciuto Al Pacino per la parte di Michael Corleone, altro figlio e successore di Don Vito, nonostante i pareri contrari della produzione. Le riprese si svolsero per la maggior parte a New York, ma alcune scene vennero girate anche in Sicilia. Si svolsero in un arco di circa 80 giorni, sino all'agosto 1971. Il budget a disposizione, a causa di problemi finanziari, non fu molto alto ma comunque in grado di accontentare le spese di produzione. All'uscita negli USA il film fu una vera sorpresa per la casa di produzione, arrivando a incassare 86 milioni di dollari nei soli Stati Uniti, e circa 100.000.000 di dollari nel resto del mondo. Attualmente gli incassi mondiali de Il padrino ammontano a 1144234000 $, senz'altro uno dei risultati più alti della storia del cinema.

### Il padrino - Parte II(1974)
Dopo il successo del primo capitolo, la Paramount decise di produrre subito il sequel riaffidando la regia nelle mani di Francis Ford Coppola. Al Pacino divenne stavolta il protagonista della pellicola, mentre tutto il cast venne riconfermato. Un giovane Robert De Niro venne scelto per interpretare Vito Corleone da giovane nella sua ascesa al potere, che si svolge parallelamente alla storia di Michael. James Caan tornò a interpretare Santino in un flashback di Michael, mentre Marlon Brando rifiutò di prendere parte anch'egli in un cameo per ragioni relative al compenso per il primo film. Il budget di produzione stavolta fu molto più alto di quello del primo capitolo. Gli incassi invece furono minori del predecessore, ma furono comunque parecchio soddisfacenti: tra i 40 e i 50 milioni di dollari. Per la parte del nemico principale venne scelto Lee Strasberg, maestro di Al Pacino all'Actor's Studio.
Esiste anche un cofanetto DVD chiamato The Godfather Saga (in italiano The Godfather: 1901-1959) che comprende in ordine cronologico i primi due film della saga, e del quale sono poi state realizzate diverse edizioni negli anni recenti. Un'operazione ideata e svolta da Coppola per finanziare il suo nuovo film Apocalypse Now. Con Il padrino - Parte II il regista considera conclusa la saga della famiglia Corleone.

### Il padrino - Parte III(1990)
Nel 1989 Francis Ford Coppola si trovò in una grave crisi finanziaria, causata dall'insuccesso di alcune sue pellicole precedenti, e fu questa la ragione che lo convinse ad accettare la richiesta della Paramount a realizzare il terzo film della saga, nonostante avesse precedentemente dichiarato che essa sarebbe terminata col secondo capitolo. Per la sceneggiatura venne riconfermato, oltre a Coppola, anche Mario Puzo, mentre per le musiche arrivò Carmine Coppola padre del regista.
Al Pacino venne riconfermato nel ruolo di Michael, e come lui tornarono nei loro rispettivi ruoli anche Diane Keaton e Talia Shire, mentre Robert Duvall, inizialmente previsto nella sceneggiatura, rifiutò di tornare per ragioni legate al compenso. Al suo posto arrivò Andy García che interpreta il figlio illegittimo di Sonny, fratello di Michael, che diventerà anche il nuovo padrino alla fine del film. Si aggiunsero al cast anche Sofia Coppola, figlia del regista, e Franc D'Ambrosio, entrambi nel ruolo dei rispettivi figli di Michael. Quest'ultimo capitolo è più incentrato verso i rapporti della mafia con la Chiesa Cattolica e la politica. Rispetto ai primi due film Il padrino - Parte III ricevette minori consensi da parte della critica, ma fu comunque un successo al botteghino, incassando in tutto il mondo 136,7 milioni di dollari.

## Accoglienza
I tre film della saga sono sempre stati ben accolti, sia al botteghino che dalla critica. Il primo capitolo della trilogia ha incassato in tutto il mondo quasi 300000000 $ e, ad oggi, è arrivato a superare 1.000.000.000 di dollari, senz'altro uno dei risultati più alti di sempre. Mentre invece Il padrino - Parte II non fu un vero e proprio successo al botteghino, a causa forse della contemporanea presenza nelle sale di L'inferno di cristallo con Steve McQueen: incassò 47500000 $ negli Stati Uniti e arrivò a circa 60 milioni di dollari in tutto il mondo. Il terzo e ultimo capitolo della trilogia invece è arrivato ad incassare in tutto il mondo 136.766.062 di dollari.
La critica ha sempre giudicato la saga positivamente, sia cinematografica che nei romanzi. In particolare persone come Roger Ebert hanno elogiato il brillante lavoro svolto da Coppola nell'intera trilogia dei film, specificando che Il padrino "è uno dei più bei capolavori realizzati dalla New Hollywood".. Riguardo alle varie performance degli attori che hanno preso parte a ciascuno dei tre film, non ci sono mai stati pareri in qualche senso negativi. Particolare successo ha avuto la memorabile interpretazione di Marlon Brando nel ruolo di Vito Corleone nel primo film. L'attore, oltre ad aver creato lui stesso l'aspetto esterno del suo personaggio, ha anche il merito di essere stato uno dei motivi del successo del film. Ebert ha inizialmente criticato l'interpretazione di Brando, definendola "non equilibrata", rendendosi successivamente conto del grande impatto che le parole, i gesti, la prestazione del divo hollywoodiano mentre interpreta il personaggio sono rimasti nella storia e ancora oggi vengono acclamati ed apprezzati moltissimo; basti pensare che è uno dei personaggi più imitati e parodiati di sempre. Oltre alla magistrale interpretazione di Marlon Brando, sono stati acclamati anche attori in ascesa nella loro carriera che hanno preso parte alla saga. Al Pacino è stato giudicato nel momento più felice della sua carriera nel periodo dei primi due film della trilogia, oltre ad essere colui che ha preso parte a più film della saga di tutti, esclusi attori minori. Robert De Niro ha vinto, a soli 33 anni, l'Oscar come miglior attore non protagonista riuscendo nella difficilissima impresa di re-interpretare il personaggio di Don Vito dopo l'eccellente performance di Brando, stavolta però da giovane. James Caan, inizialmente immaginato per il ruolo di Michael, ottenne la sua prima nomination agli Oscar per l'ottima performance di Santino. Robert Duvall ha ricevuto la consacrazione internazionale, che gli ha permesso di prendere parte a molte pellicole importanti, tra cui anche molti capolavori del cinema. Solo il terzo e ultimo capitolo della saga ha lasciato un po' di amaro in bocca alla critica, che non ha gradito molto la prestazione di Sofia Coppola, figlia del regista, oltre ad essere rimasta perplessa su molti punti della trama della pellicola, cosa che con Il padrino e il suo seguito non era successa.
Ad oggi tutti e tre i film vengono considerati una delle trilogie più importanti della storia del cinema e hanno ottenuto numerosissimi riconoscimenti. L'American Film Institute ha inserito Il padrino al 3º posto nella lista dei cento migliori film della storia del cinema, mentre Il padrino - Parte II occupa la posizione numero 32. Nell'Internet Movie Database entrambi i primi due film della saga occupano rispettivamente il 2º e 3º posto nella classifica dei "250 film migliori di sempre".
L'intera saga cinematografica è al 6º posto nella classifica dei più grandi incassi della storia del cinema, con un record di oltre 3.000.000.000 di dollari.

## Personaggi e interpreti
Gli spazi grigi indicano che il personaggio non è presente nel film.
| Personaggio                | Film                 | Film                           | Film                          |
| Personaggio                | Il padrino (1972)    | Il padrino - Parte II (1974)   | Il padrino - Parte III (1990) |
| -------------------------- | -------------------- | ------------------------------ | ----------------------------- |
| Don Vito Corleone          | Marlon Brando        | Robert De NiroOreste Baldini   |                               |
| Michael Corleone           | Al Pacino            | Al PacinoLouis Marino          | Al Pacino                     |
| Kay Adams                  | Diane Keaton         | Diane Keaton                   | Diane Keaton                  |
| Connie Corleone            | Talia Shire          | Talia Shire                    | Talia Shire                   |
| Al Neri                    | Richard Bright       | Richard Bright                 | Richard Bright                |
| Don Tommasino              | Corrado Gaipa        | Mario Cotone                   | Vittorio Duse                 |
| Fredo Corleone             | John Cazale          | John Cazale                    |                               |
| Tom Hagen                  | Robert Duvall        | Robert Duvall                  |                               |
| Salvatore Tessio           | Abe Vigoda           | John ApreaAbe Vigoda           |                               |
| Carlo Rizzi                | Gianni Russo         | Gianni Russo                   |                               |
| Carmela Corleone           | Morgana King         | Morgana KingFrancesca De Sapio |                               |
| Santino Corleone           | James Caan           | Roman CoppolaJames Caan        |                               |
| Johnny Fontane             | Al Martino           |                                | Al Martino                    |
| Peter Clemenza             | Richard Castellano   |                                |                               |
| Luca Brasi                 | Lenny Montana        |                                |                               |
| Virgil Sollozzo            | Al Lettieri          |                                |                               |
| Mark McCluskey             | Sterling Hayden      |                                |                               |
| Jack Woltz                 | John Marley          |                                |                               |
| Paulie Gatto               | John Martino         |                                |                               |
| Emilio Barrese             | Richard Conte        |                                |                               |
| Moe Greene                 | Alex Rocco           |                                |                               |
| Amerigo Bonasera           | Salvatore Corsitto   |                                |                               |
| Sandra Corleone            | Julie Gregg          |                                |                               |
| Apollonia Vitelli-Corleone | Simonetta Stefanelli |                                |                               |
| Lucy Mancini               | Jeannie Linero       |                                |                               |
| Bruno Tattaglia            | Tony Giorgio         |                                |                               |
| Frank Pentangeli           |                      | Michael V. Gazzo               |                               |
| Hyman Roth                 |                      | Lee Strasberg                  |                               |
| Pat Geary                  |                      | G.D. Spradlin                  |                               |
| Johnny Ola                 |                      | Dominic Chianese               |                               |
| Don Fanucci                |                      | Gastone Moschin                |                               |
| Genco Abbandando           |                      | Frank Sivero                   |                               |
| Vincent Mancini            |                      |                                | Andy García                   |
| Ozzie Altobello            |                      |                                | Eli Wallach                   |
| Mary Corleone              |                      |                                | Sofia Coppola                 |
| Joey Zasa                  |                      |                                | Joe Mantegna                  |
| Anthony Corleone           |                      |                                | Franc D'Ambrosio              |
| B.J. Harrison              |                      |                                | George Hamilton               |
| Grace Hamilton             |                      |                                | Bridget Fonda                 |
| Licio Lucchesi             |                      |                                | Enzo Robutti                  |
| Arcivescovo Gilday         |                      |                                | Donal Donnelly                |
| Frederick Keinszig         |                      |                                | Helmut Berger                 |
| Mosca                      |                      |                                | Mario Donatone                |